# Cidariophanes zurra
Cidariophanes zurra är en fjärilsart som beskrevs av Paul Dognin 1899. Cidariophanes zurra ingår i släktet Cidariophanes och familjen mätare. Inga underarter finns listade i Catalogue of Life.